# 黑山南斯拉夫共产党
黑山南斯拉夫共产党是黑山的一个共产主义政党。该党成立于2009年9月25日，由“南斯拉夫共产主义者联盟—黑山共产党人”和“黑山南斯拉夫共产党人”合并而成。